# John Doucette
John Arthur Doucette (* 21. Januar 1921 in Brockton, Massachusetts; † 16. August 1994 in Banning, Kalifornien) war ein US-amerikanischer Schauspieler.

## Leben und Karriere
Doucette war der Sohn eines Schuhmachers und zog gegen Ende der 1930er-Jahre nach Hollywood, um sich dort als Filmschauspieler zu versuchen. Sein Schaffen als Hollywood-Darsteller umfasst über 140 Kinofilme, über 130 Fernsehserien und zehn Fernsehfilme in einem Zeitraum von 1939 bis 1987. Daneben spielte er auch Theater, unter anderem am Pasadena Playhouse. Äußerlich war Doucette kein Typ für Hauptrollen, weshalb der stämmige Schauspieler mit der tiefen Stimme und breiten Schultern oft auf einschüchternde Rollen wie Banditen, Kriminelle, Raufbolde oder den Handlanger des Hauptschurken gecastet´wurde. Im Laufe seiner Karriere erarbeitete sich Doucette wachsenden Respekt als vielseitiger Nebendarsteller, der stets seinen Text wusste und sehr arbeitsam war. Auch vielen Zuschauern wurde Doucette zwar nicht mit seinem Namen, aber mit seinem Gesicht durch etliche Filme und Serien bekannt. Neben unsympathischen Rollen spielte Doucette auch häufiger Amtspersonen und Würdenträger, die Respekt und Autorität ausstrahlen konnten.
Doucette trat an der Seite von John Wayne in Nebenrollen in den Filmen Der Seefuchs (1956, als Seemann), Die vier Söhne der Katie Elder (1965, als Bestatter), Der Marshal (1969, als Sheriff) und Big Jake (1971, als Texas Ranger) auf. In dem Filmklassiker Zwölf Uhr mittags (1952) hatte er eine kleine Nebenrolle als Dorfbewohner Trumbull. Während er in vielen Western in zwielichtigen Rollen oft den Tod starb, galt er in Wirklichkeit als einer der schnellsten Schützen unter den Schauspielern in Hollywood. Außerhalb des Westerngenres konnte Doucette seine Vielseitigkeit in der Shakespeare-Verfilmung Julius Caesar (1953) als zweiter Bürger und in dem Monumentalfilm Cleopatra (1963) als Achillas beweisen. In beiden Filmen stand er unter Regie von Joseph L. Mankiewicz. Doucette wirkte auch häufiger an Kriminalfilmen mit, etwa als Polizist in Der Fremde im Zug (1951) von Alfred Hitchcock oder in Heißes Eisen (1953) von Fritz Lang. In der mit sieben Oscars ausgezeichneten Filmbiografie Patton – Rebell in Uniform (1970) über den US-General George S. Patton verkörperte Doucette den General Lucian K. Truscott. Im Zweiten Weltkrieg hatte Doucette als Infanteriesoldat der 3rd Infantry Division unter Patton und Truscott gekämpft, unter anderem bei der Ardennenoffensive.
Ab 1949 wirkte Doucette auch an Fernsehserien mit. Doucette trat auch hier besonders oft in Westernserien wie Bonanza, Rauchende Colts, Die Leute von der Shiloh Ranch und Big Valley in Erscheinung; daneben aber auch in weiteren Serienklassikern anderer Genres wie Ein Käfig voller Helden, Mini-Max (in einer wiederkehrenden Rolle als Colonel von Klaus) und Mannix. In zwei Fernsehserien gehörte er zur Hauptbesetzung, als zynischer Lt. Weston in der Krimiserie Anwalt der Gerechtigkeit (Lock Up, 1959–1961) neben Macdonald Carey und als Captain Aaron William Andrews in der Polizei-Sitcom Die Zwei von der Dienststelle (The Partners, 1971–1972) mit Don Adams. Im Verlaufe der 1970er-Jahre fuhr Doucette sein zuvor hohes Drehpensum herunter und absolvierte seinen letzten Filmauftritt 1987 in der Teenie-Komödie Crazy Legs mit Terry Farrell in der Hauptrolle.
Mit seiner Ehefrau Katharine Sambles war Doucette von 1948 bis zu ihrem Tod 1991 verheiratet. Das Ehepaar hatte acht Kinder. Ab den 1970er-Jahren arbeitete er unentgeltlich als Schauspiellehrer in seinem Wohnort Banning und wollte hiermit insbesondere unterprivilegierten Kindern helfen. Von Kollegen wurde Doucette, im Gegensatz zu vielen seiner raufwütigen Filmrollen, als religiöser und sanftmütiger Familienmensch beschrieben. Doucette wurde nach seinem Tod 1994 mit 73 Jahren neben seiner Frau auf dem Holy Cross Cemetery in Culver City beigesetzt.

## Filmografie (Auswahl)

### Filme
- 1939: Thunder Afloat
- 1943: Two Tickets to London
- 1947: Ku Klux Klan – Banditen in Maske (The Burning Cross)
- 1947: Eine Welt zu Füßen (The Foxes of Harrow)
- 1947: Reite auf dem rosa Pferd (Ride the Pink Horse)
- 1948: Todeszelle Nr. 5 (I Wouldn’t Be in Your Shoes)
- 1948: Rebellion im grauen Haus (Canon City)
- 1948: Gangster der Prärie (Station West)
- 1948: Der Mann ohne Gesicht (Rogues’ Regiment)
- 1949: Gewagtes Alibi (Criss Cross)
- 1949: Auf Leben und Tod (The Fighting O’Flynn)
- 1949: Aufruhr in Marokko (Outpost in Morocco)
- 1949: Herr der Unterwelt (The Crooked Way)
- 1949: Batman and Robin
- 1949: Der Berg des Schreckens (Lust for Gold)
- 1949: Ein Mann wie Sprengstoff (The Fountainhead)
- 1949: Guillotine (Reign of Terror)
- 1949: Zwei Männer und drei Babies (And Baby Makes Three)
- 1950: Rauchende Pistolen (Singing Guns)
- 1950: Die Jahre der Lüge (The Vicious Years)
- 1950: Fahr zur Hölle (Return of the Frontiersman)
- 1950: Winchester ’73
- 1950: Auf Winnetous Spuren (The Iroquois Trail)
- 1950: Der gebrochene Pfeil (Broken Arrow)
- 1950: Verurteilt (Convicted)
- 1950: Seine Frau hilft Geld verdienen (The Fuller Brush Girl)
- 1950: Menschenschmuggel (The Breaking Point)
- 1950: Cowboyrache in Oklahoma (Sierra Passage)
- 1950: Sierra
- 1951: Bis zum letzten Atemzug (Only The Valiant)
- 1951: Reiter gegen Sitting Bull (Cavalry Scout)
- 1951: Grenzpolizei in Texas (The Texas Rangers)
- 1951: Der Rächer von Casamare (Mask of the Avenger)
- 1951: Der Fremde im Zug (Strangers on a Train)
- 1951: Spielschulden (The Lady Pays Off)
- 1951: Der letzte Angriff (Fixed Bayonets!)
- 1952: Ein Fremder ruft an (Phone Call from a Stranger)
- 1952: Der Schatz im Canyon (The Treasure of Lost Canyon)
- 1952: Die Rose von Cimarron (Rose of Cimarron)
- 1952: Die schwarzen Reiter von Dakota (Bugles in the Afternoon)
- 1952: Engel der Gejagten (Rancho Notorious)
- 1952: Die Maske runter (Deadline – U.S.A.)
- 1952: Stärker als Ketten (Carbine Williams)
- 1952: Zwölf Uhr mittags (High Noon)
- 1952: Menschenjagd in San Francisco (The San Francisco Story)
- 1952: Der Löwe von Arizona (Toughest Man in Arizona)
- 1952: Eintritt verboten (Off Limits)
- 1953: Die silberne Peitsche (The Silver Whip)
- 1953: Stunde der Abrechnung (Ambush at Tomahawk Gap)
- 1953: Julius Caesar
- 1953: Die Geier von Carson City (City of Bad Men)
- 1953: Im Tal des Verderbens (War Paint)
- 1953: Das Gewand (The Robe)
- 1953: Heißes Eisen (The Big Heat)
- 1953: Die schwarze Perle (All the Brothers Were Valiant)
- 1953: Flug nach Tanger (Flight to Tangier)
- 1953: Der Wilde (The Wild One)
- 1954: Brückenkopf X (Beachhead)
- 1954: Die Intriganten (Executive Suite)
- 1954: Der Schürzenjäger von Venedig (Casanova’s Big Night)
- 1954: Fluß ohne Wiederkehr (River of No Return)
- 1954: Goldräuber von Oklahoma (The Forty-Niners)
- 1954: Über den Todespaß (The Far Country)
- 1954: Damals in Paris (The Last Time I Saw Paris)
- 1954: Das Narbengesicht (Cry Vengeance)
- 1954: Destry räumt auf (Destry)
- 1954: Rhythmus im Blut (There’s No Business Like Show Business)
- 1955: König der Schauspieler (Prince of Players)
- 1955: Pantherkatze (New York Confidential)
- 1955: Der Seefuchs (The Sea Chase)
- 1955: Tokio-Story (House of Bamboo)
- 1955: Die sieben goldenen Städte (Seven Cities of Gold)
- 1956: Gefangene des Stroms (The Bottom of the Bottle)
- 1956: Die Rache der Cheyenne (Ghost Town)
- 1956: Auf der Spur des Todes (Red Sundown)
- 1956: Der Teufel von Colorado (The Maverick Queen)
- 1956: Verraten und verkauft (Quincannon, Frontier Scout)
- 1956: Die erste Kugel trifft (The Fastest Gun Alive)
- 1956: Die Todesschlucht von Laramie (Dakota Incident)
- 1956: Duell am Apachenpaß (Thunder Over Arizona)
- 1956: Horizont in Flammen (The Burning Hills)
- 1957: Rächer der Enterbten (The True Story of Jesse James)
- 1957: Tot oder lebendig (Last of the Badmen)
- 1957: Herrscher über weites Land (The Big Land)
- 1957: Im Schatten der Schlinge (The Lawless Eighties)
- 1957: Der Einsame (The Lonely Man)
- 1957: Bomber B-52 (Bombers B-52)
- 1957: Kiss Them for Me
- 1957: Glut unter der Asche (Peyton Place)
- 1957: Arizona-Express (Gunfire at Indian Gap)
- 1958: Ihr Leben war ein Skandal (Too Much, Too Soon)
- 1958: Kampfflieger (The Hunters)
- 1963: Cleopatra
- 1964: Der mysteriöse Dr. Lao (7 Faces of Dr. Lao)
- 1965: Die vier Söhne der Katie Elder (The Sons of Katie Elder)
- 1966: Südsee-Paradies (Paradise, Hawaiian Style)
- 1966: Nevada Smith
- 1967: The Fastest Guitar Alive
- 1967: Winchester 73 (Fernsehfilm)
- 1969: Der Marshal (True Grit)
- 1970: Patton – Rebell in Uniform (Patton)
- 1971: Heißes Gold aus Calador (One More Train to Rob)
- 1971: Big Jake
- 1973: Ein Kamel im Wilden Westen (One Little Indian)
- 1976: Mach’ ein Kreuz und fahr' zur Hölle (Fighting Mad)
- 1977: Jones räumt auf (Charge of the Model T’s)
- 1978: Die Zeitmaschine (The Time Machine) (Fernsehfilm)
- 1983: Die letzte Schicht (The Heart of Steel) (Fernsehfilm)
- 1987: Crazy Legs (Off the Mark)

### Fernsehserien
- 1949–1955: The Lone Ranger (11 Folgen)
- 1950–1953: The Gene Autry Show (6 Folgen)
- 1951–1953: The Range Rider (4 Folgen)
- 1952–1954: The Roy Rogers Show (6 Folgen)
- 1952–1955: Superman – Retter in der Not (Adventures of Superman, 3 Folgen)
- 1953: The Adventures of Kit Carson (3 Folgen)
- 1953–1957: Schlitz Playhouse of Stars (9 Folgen)
- 1954–1955: Four Star Playhouse (5 Folgen)
- 1954–1955: The Lone Wolf (3 Folgen)
- 1955–1956: Flicka (My Friend Flicka, 2 Folgen)
- 1955–1956: Science Fiction Theatre (3 Folgen)
- 1955/1957: Cheyenne (2 Folgen)
- 1956/1958: Wyatt Earp greift ein (The Life and Legend of Wyatt Earp, 2 Folgen)
- 1957: Rauchende Colts (Gunsmoke, Folge 2x38)
- 1957: Richard Diamond, Privatdetektiv (Richard Diamond, Private Detective, Folge 1x09)
- 1957–1962: Wells Fargo (Tales of Wells Fargo, 4 Folgen)
- 1958: Dezernat M (M Squad, Folge 1x21)
- 1958: Abenteuer unter Wasser (Sea Hunt, Folge 1x15)
- 1958/1959: Have Gun – Will Travel (2 Folgen)
- 1958/1959: The Adventures of Ozzie & Harriet (The Adventures of Ozzie and Harriet, 2 Folgen)
- 1958–1959: Lawman (2 Folgen)
- 1958–1960: Wilder Westen Arizona (Tombstone Territory, 3 Folgen)
- 1959: Der Texaner (The Texan, Folge 1x33)
- 1959–1961: Anwalt der Gerechtigkeit (Lock-Up, 78 Folgen)
- 1961–1965: Wagon Train (8 Folgen)
- 1962/1965: Tausend Meilen Staub (Rawhide, 2 Folgen)
- 1962–1968: Bonanza (3 Folgen)
- 1963: Am Fuß der blauen Berge (Laramie, Folge 4x13)
- 1964: Auf der Flucht (The Fugitive, Folge 2x05)
- 1965–1969: Die Leute von der Shiloh Ranch (The Virginian, 4 Folgen)
- 1966: Time Tunnel (The Time Tunnel, Folge 1x07)
- 1966/1967: Verrückter wilder Westen (The Wild Wild West, 2 Folgen)
- 1967: Pistolen und Petticoats (Pistols ’n’ Petticoats, eine Folge: Ein Colt für Sorry Waters)
- 1967: Ein Käfig voller Helden (Hogan’s Heroes, Folge 3x02)
- 1967: Tarzan (Folge 2x02)
- 1968: Big Valley (The Big Valley, Folge 3x24)
- 1968–1969: Mini-Max (Get Smart, 3 Folgen)
- 1971–1972: Die Zwei von der Dienststelle (The Partners, 20 Folgen)
- 1973: Kung Fu (Folge 1x06 Caine und die Schlangengrube)
- 1973: Mannix (Folge 7x06)
- 1973: Der Chef (Ironside, Folge 7x09)
- 1974: Harry O (Folge 1x04)
- 1974: Der Nachtjäger (The Night Stalker, Folge 1x04)
- 1979: Durch die Hölle nach Westen (How the West Was Won, Folge 3x11)